# داني براينت
داني براينت (بالإنجليزية: Danny Bryant) هو موسيقي بريطاني، ولد في 26 يوليو 1980 في Royston, Hertfordshire ‏ في المملكة المتحدة.
داني براينت هو عازف غيتار بلوز إنجليزي ومغني وكاتب أغاني. بدأ العزف على الجيتار في سن الرابعة عشرة، وأصبح عازف جيتار محترفاً في سن 18 عاماً. ومنذ ذلك الحين قام بجولات موسيقية في جميع أنحاء العالم وظهر إلى جانب عدد من الفنانين البارزين مثل بادي قاي وكارلوس سانتانا وجو كوكر وميك تايلور.

## وصلات خارجية
- الموقع الرسمي
- داني براينت على موقع ميوزك برينز (الإنجليزية)
- داني براينت على موقع أول ميوزيك (الإنجليزية)
- داني براينت على موقع أول ميوزيك (الإنجليزية)
- داني براينت على موقع ديسكوغز (الإنجليزية)